# الکس گارسیا (بازیکن فوتبال، زاده ۱۹۸۴)
الکس گارسیا (انگلیسی: Álex García؛ زادهٔ ۲۴ سپتامبر ۱۹۸۴) بازیکن فوتبال اهل اسپانیا است.
از باشگاه‌هایی که در آن بازی کرده‌است می‌توان به باشگاه فوتبال راسینگ سانتاندر، باشگاه فوتبال میراندس، باشگاه فوتبال ایبار، باشگاه ورزشی تنریف، و باشگاه فوتبال اتلتیک بیلبائو بی اشاره کرد.